# Comuna Beala, Ruse
Beala (în bulgară Бяла) este o comună în regiunea Ruse, Bulgaria, formată din orașul Beala și satele Bistrenți, Bosilkovți, Botrov, Dreanoveț, Kopriveț, Lom Cerkovna, Peicinovo, Pet Kladenți, Polsko Kosovo și Stărmen.

## Demografie
Componența etnică a comunei Beala
     Turci (5,42%)
     Romi (12,39%)
     Bulgari (77,81%)
     Nicio identificare (4,09%)
     Altele (0,25%)
La recensământul din 2011, populația comunei Beala era de 13.467 locuitori. Din punct de vedere etnic, majoritatea locuitorilor (77,81%) erau bulgari, existând și minorități de romi (12,39%) și turci (5,42%). Pentru 4,09% din locuitori nu este cunoscută apartenența etnică.